# Mary Eccles
Mary Eccles, vicomtesse Eccles, Mary Hyde de son premier mariage, née Mary Morley Crapo le 12 juillet 1912 et décédée le 26 août 2003, est une collectionneuse littéraire et bibliophile ainsi qu'une autrice américano-britannique. 
Elle est connue pour avoir constitué l'une des plus grandes collections privées de littérature du xviiie siècle, celle des œuvres de Samuel Johnson et de James Boswell léguée à la bibliothèque Houghton de l'université Harvard. Elle a également constitué une collection Oscar Wilde, léguée à la British Library en 2003.

## Origines familiales
Mary Morley Crapo est née le 8 ou le 12 juillet 1912 à Détroit dans le Michigan,. Elle est la dernière fille de Stanford Tappan Crapo, directeur des chemins de fer américains et de son épouse Emma Caroline Morley. Sa tante maternelle épouse Mitchell Kennerley avec qui elle a un fils, Morley Kennerley, directeur des éditions Faber and Faber,.
Elle serait la descendante de plusieurs passagers du Mayflower, dont Francis et John Cooke, Richard White et Resolved White. Ses ancêtres comptent au xviie siècle des baleiniers de la Nouvelle-Angleterre, la grande activité de New Bedford. Son nom serait un dérivé de crapaud, le nom donné par les natifs de Cape Cod à l'un de ses ancêtres français, « Pierre », seul survivant d'un navire de Bordeaux qui s'y serait échoué en 1680.  
Son arrière-grand-père Henry Howland Crapo s'installe dans les années 1850, juste avant la guerre civile américaine, dans le Michigan où la famille prospère dans le commerce, la politique et la spéculation sur le ciment, les barges et le bois. Gouverneur, il a neuf filles (l'une d'elle est la mère de William Crapo Durant, fondateur de General Motors) et un fils, William Wallace Crapo, avocat à New Bedford et représentant du Massachusetts, époux de Mary Ann Slocum Crapo (1805–1875), descendante du juge de Rhode Island William Hutchinson et de sa femme Anne Hutchinson, fille de Francis Marbury et réformatrice religieuse ayant participé au schisme théologique puritain en Nouvelle-Angleterre. Mary Morley Crapo est une cousine de Mike Crapo, représentant des États-Unis pour l'Idaho de 1993 à 1999 et sénateur des États-Unis pour l'Idaho depuis 1999.  

Portraits familiaux
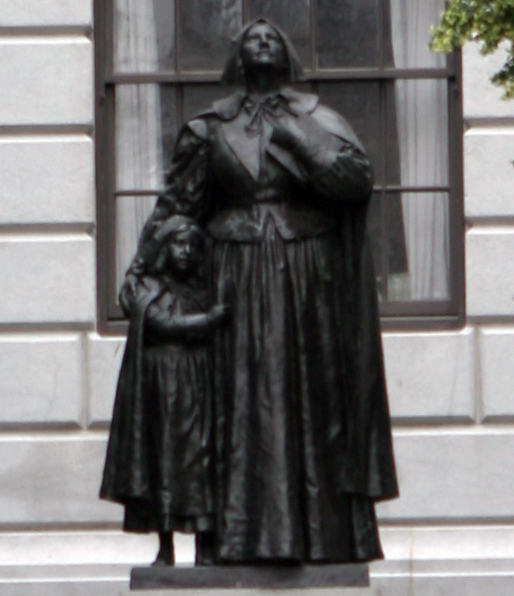
Anne Hutchinson (1591-1643), réformatrice religieuse puritaine dont l'influence a créé un schisme théologique et ancêtre de Mary Morley Crapo. Statue de Cyrus Edwin Dallin, Massachusetts State House, Boston.
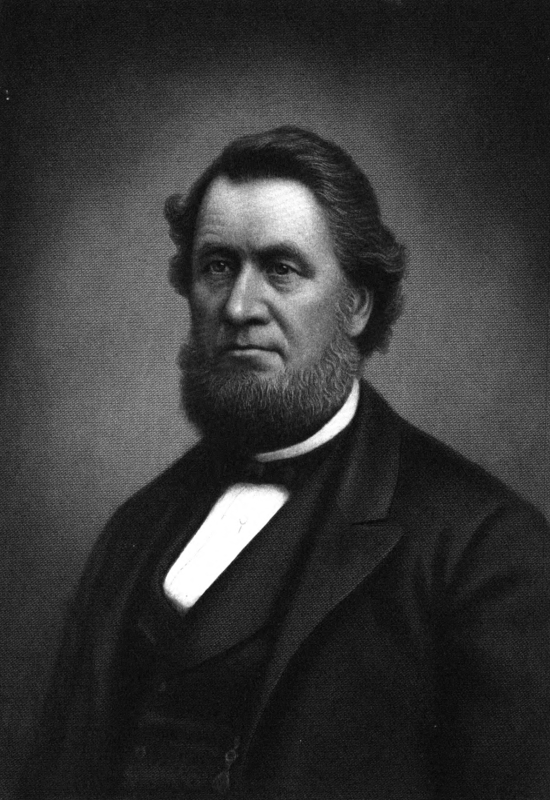
Henry Holland Crapo (1804-1869), gouverneur du Michigan et arrière-grand-père de Mary Morley Crapo. An account of Flint and Genesee County from their organization / edited, National Historical Association, 1924.
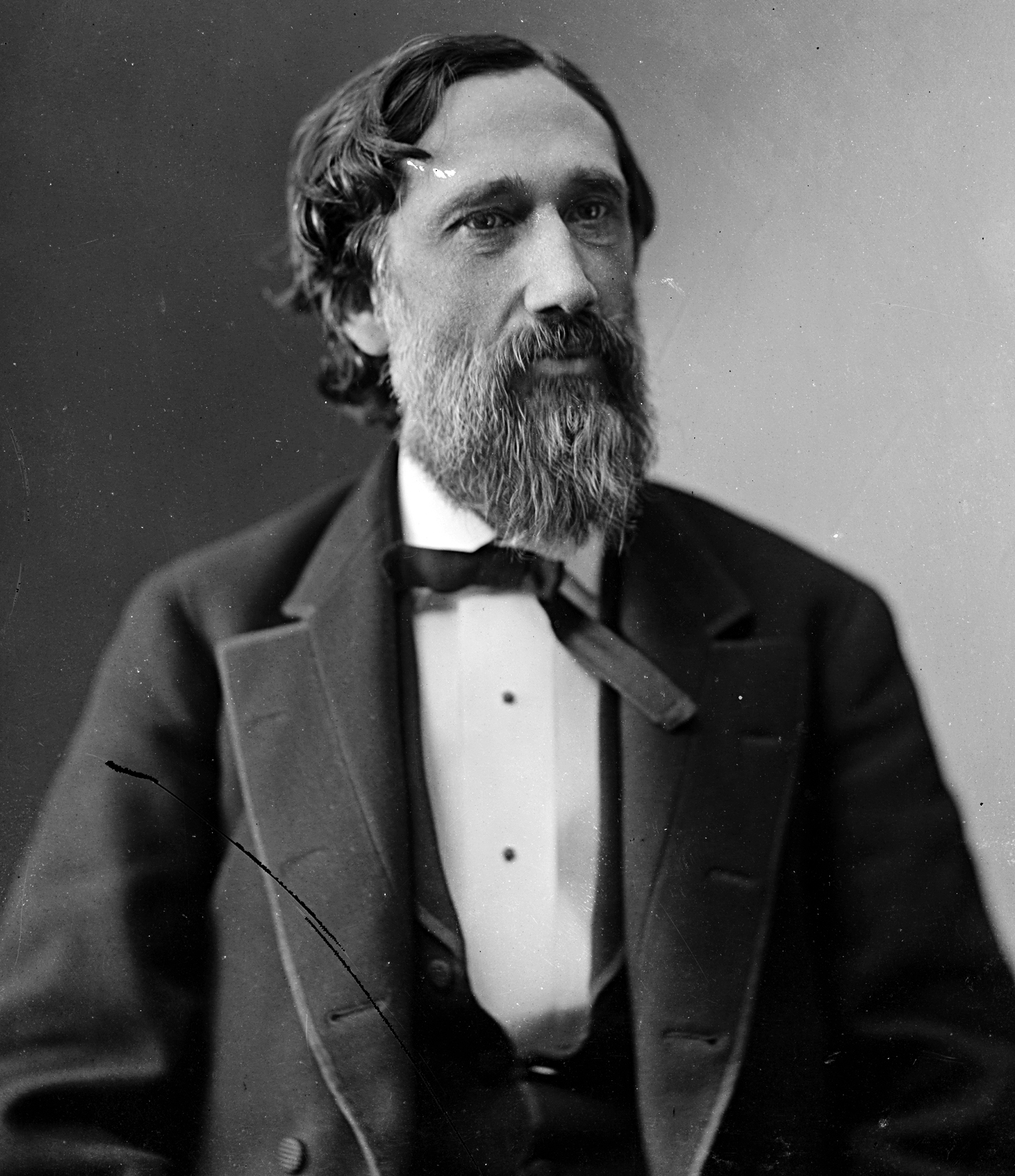
William Wallace Crapo (1830-1926), représentant du Massachusetts et grand-père de Mary Morley Crapo. Photographie de Matthew Brady, 1870-1880, conservée à la Bibliothèque du Congrès à Washington.
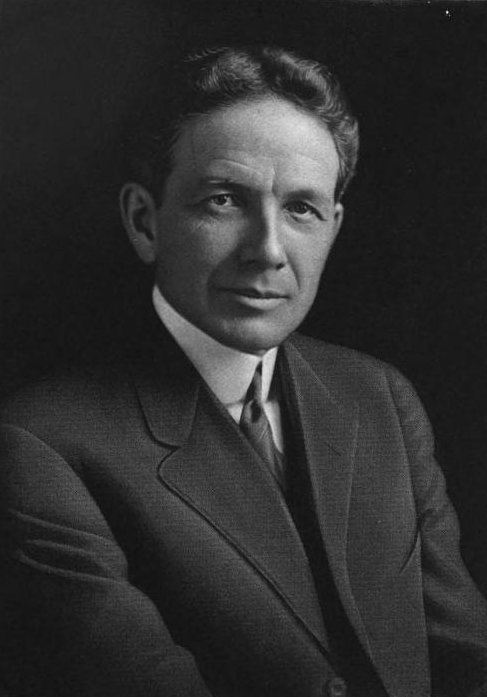
William Crapo Durant (1861-1947), fondateur de General Motors et de Chevrolet et cousin de Mary Morley Crapo. History of Genesee County, Michigan, Her People, Industries and Institutions, Volume 2, 1916, p. 32.
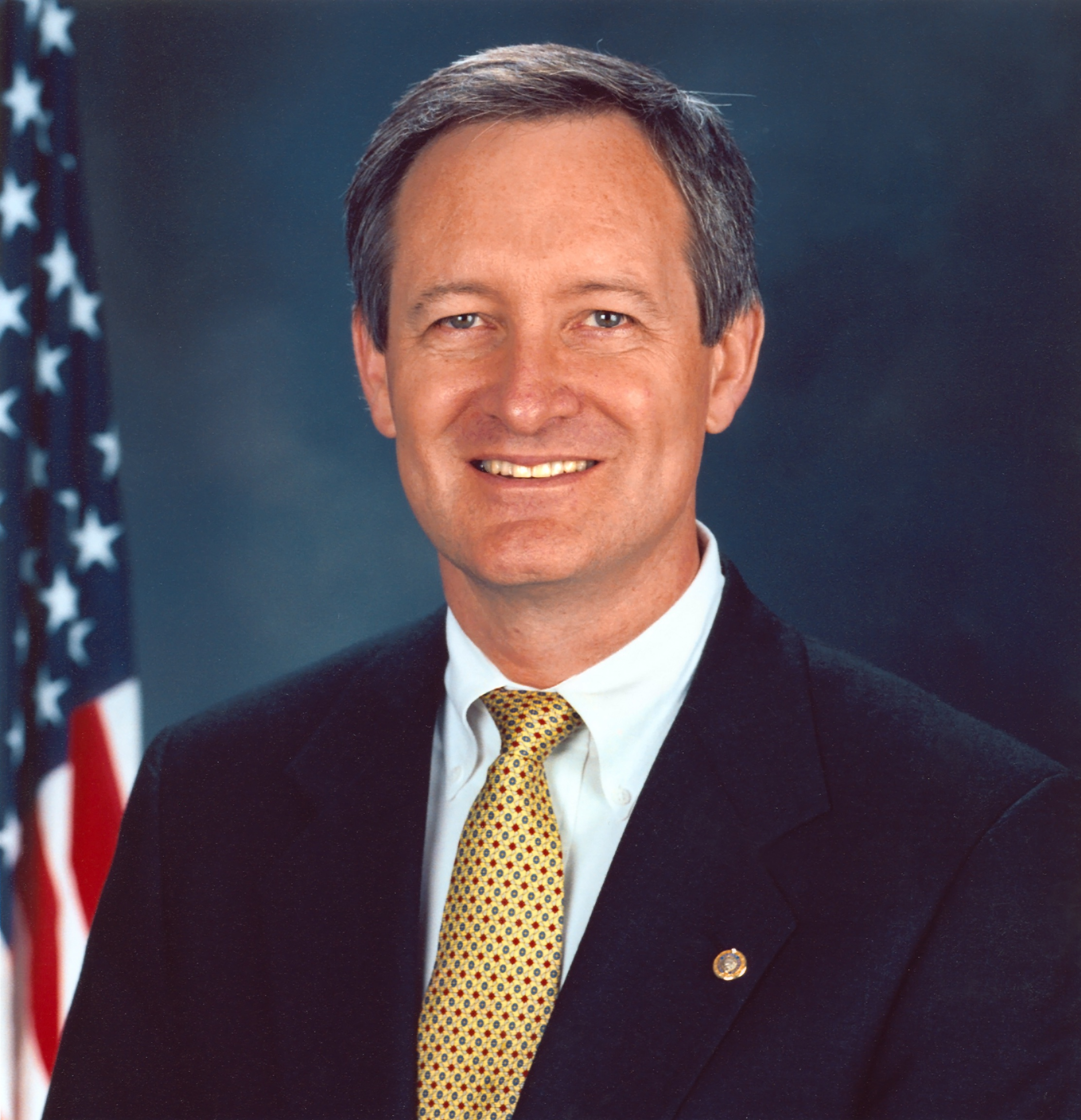
Mike Crapo (1951-), représentant des États-Unis pour l'Idaho de 1993 à 1999 et sénateur des États-Unis pour l'Idaho depuis 1999 et cousin de Mary Morley Crapo.

## Jeunesse et études
Mary Crapo grandit dans la ferme familiale où l'on élève alors des vaches Hereford, en montant à cheval, en rendant visite aux Amérindiens, en lisant Shakespeare avec son père et en écrivant ses propres pièces de théâtre,. Ses rapports sont plus distants avec sa mère, car « sa grande tragédie fut de ne pas avoir eu la chance d'aller à l'université ». 
Elle étudie d'abord à la Liggett School de Détroit et à la Hartridge School de Plainfield, puis au Vassar College dans l'état de New York, où elle se lie d'amitié avec la romancière Mary McCarthy. Elle rencontre également Hallie Flanagan, directrice du département d'art dramatique, fondatrice du Vassar Experimental Theatre et du Federal Theater Project. Parmi ses contemporaines, on compte Elizabeth Bishop, Eleanor Clark et Muriel Rukeyser.
Une fois sa licence obtenue en 1934, elle fréquente l'Université Columbia où elle entreprend une maîtrise en littérature anglaise qu'elle obtient en 1935 puis un doctorat portant sur le théâtre élisabethain qu'elle obtient en 1945 ou 1947.
Ses parents étant morts, Mary Crapo épouse en 1939 devant un juge de paix de l'autre côté de la frontière, dans l'Indiana, Donald Hyde, un avocat de New York originaire de Chillicothe dans l'Ohio et dont la famille était également propriétaire d'une ferme dans l'État depuis trois génération. Le jeune couple déménage alors en 1940 de Détroit (Grosse Pointe) à New York. Leur fille unique, Anne, meurt quelques jours après sa naissance en 1941.

## Seconde guerre mondiale: le début des collections

### Débuts amateurs
Dans une interview pour le magazine des anciennes élèves du Vassar College, Mary Hyde explique les raisons de sa bibliophilie et de son entrée dans le monde de la collection  : « Mon véritable intérêt pour les livres rares a commencé grâce à mes études supérieures sur le théâtre élisabéthain et à ma détermination [...] à étudier toutes les pièces produites à Londres entre 1600 et 1605 dans leurs premières éditions disponibles »,. 
Toujours pour The Vassar Alumnae Magazine, Mary Hyde décrit en 1960 comment son premier mari et elle ont décidé de commencer la collection après une exposition de livres rares à Détroit. Elle explique que les trois in-quarto de Shakespeare qu'elle a acheté à cette occasion se sont révélés défectueux et que le document portant la prétendue signature de la reine Elisabeth Ire s'est avéré être un faux. Son mari s'étant plaint de cette dépense, elle retourne, avec « avec une plus grande connaissance de la psychologie masculine que des livres », acheter pour lui les premières éditions de Life of Johnson de James Boswell, biographe et ami de Johnson et le Johnson’s Dictionary.

### Rencontre avec Rosenbach, Houghton et Isham
Le couple continue ainsi ses achats amateurs jusqu'à ce que Randolph Adams, le bibliothécaire de la Clements Collection à Ann Arbor, les présente aux libraires de New York. A. S. W. Rosenbach et Arthur Houghton, rencontrés le même jour, leur conseillent de ne plus acheter que le meilleur. Ils participent ainsi aux ventes d'A. Edward Newton. Lors de l'une d'elle, en 1941, le couple achète la théière en argent de Samuel Johnson, un manuscrit et des lettres, dont celles adressées au Dr William Dodd, avant d'organiser un thé en l'honneur de l'écrivain.  
Par A. S. W. Rosenbach, ils rencontrent le colonel Ralph Isham, collectionneur et propriétaire de la collection de papiers de James Boswell trouvés au château de Malahide en Irlande. Alors à la recherche de ceux de Fettercairn dans l'Aberdeenshire, il prend pour avocat Donald Hyde à qui il emprunte l'argent nécessaire pour l'achat de Malahide. Les Hyde lui achètent 119 autres lettres de Johnson, les brouillons de London et de The Vanity of Human Wishes et d'importants papiers de Boswell. Grâce à lui, ils développent de bons rapports avec l'université Yale, à qui Ralph Isham vend plus tard la majeure partie de sa collection. Tous ensemble, ils rédigent le premier volume de l'intégrale Johnson de Yale. Ainsi, pendant 25 ans, le couple se spécialise dans la collection d'objets relatifs à Johnson : ils acquièrent ainsi des centaines de lettres, plusieurs de ses journaux et un recueil de poèmes.  

### Achat de la Four Oaks Farm
Pendant la Seconde Guerre mondiale, Donald Hyde s'engage dans la marine américaine. En 1943, Mary Hyde, comme on l'appelle alors, achète à Branchburg dans le New Jersey une ferme avec un bardage en bois blanc de 1800, qu'elle rebaptise Four Oaks Farm du nom de sa ferme familiale dans l'Ohio. Le couple y fait l'acquisition d'un terrain environnant et transforme la salle d'armes en bibliothèque. Une aile ignifugée y abrite leurs collections.  
La Four Oaks Farm est agrandie à trois reprises pour abriter une collection croissante. Le premier agrandissement est inauguré par Robert Metzdorf, l'ancien conservateur de la R.B. Adam Collection of Johnsonian Literature. Les salles, climatisées, donnent sur les jardins, les bois et les champs et sont ouvertes aux étudiants. S'y rendent ainsi les doyens des érudits de Johnson Robert William Chapman et son successeur Lawrence Fitzroy Powell, James McManaway et William Alexander Jackson, le bibliographe de Johnson David Fleeman — qui reste deux ans —, les libraires Rosenbach et Lionel Keir Robinson qui offrent à la maîtresse de maison l'exemplaire des Letters from Altamont de 1784 de Boswell, placé à côté du journal de ce dernier où est noté son intention d'acheter ledit livre. Un portrait de Johnson par Gilbert Stuart, celui de Henry Thrale par Joshua Reynolds et le portrait imaginaire The Infant Johnson du même artiste décorent les lieux.  
Donald Hyde commence une collection Henry Fielding. En 1947, Mary Hyde achète le troisième in-quarto de Hamlet datant de 1611, le plus ancien encore en collection privée. Les presses universitaires publient sa thèse Playwriting for Elizabethans, 1600-1605 en 1949. Le couple investit dans la maison d'édition Constable & Co.  
En 1959, la Pierpont Morgan Library, dont Mary Hyde est administratrice, organise une exposition remarquable grâce à de nombreux prêts de Four Oaks Farm. Au cours des années suivantes, Mary Hyde se lie d'amitié avec de nombreuses personnalités influentes, notamment des magnats des affaires, des hommes politiques et des aristocrates anglais. Parmi eux, on compte l'homme d'affaires Robert Borthwick Adam, à qui elle achète une partie de sa collection. Elle noue également des liens étroits avec le Pembroke College d'Oxford, l'université de Princeton, la bibliothèque Pierpont Morgan de New York, la bibliothèque Houghton de l'université Harvard et le Grolier Club.  

## Deux grands axes de collection

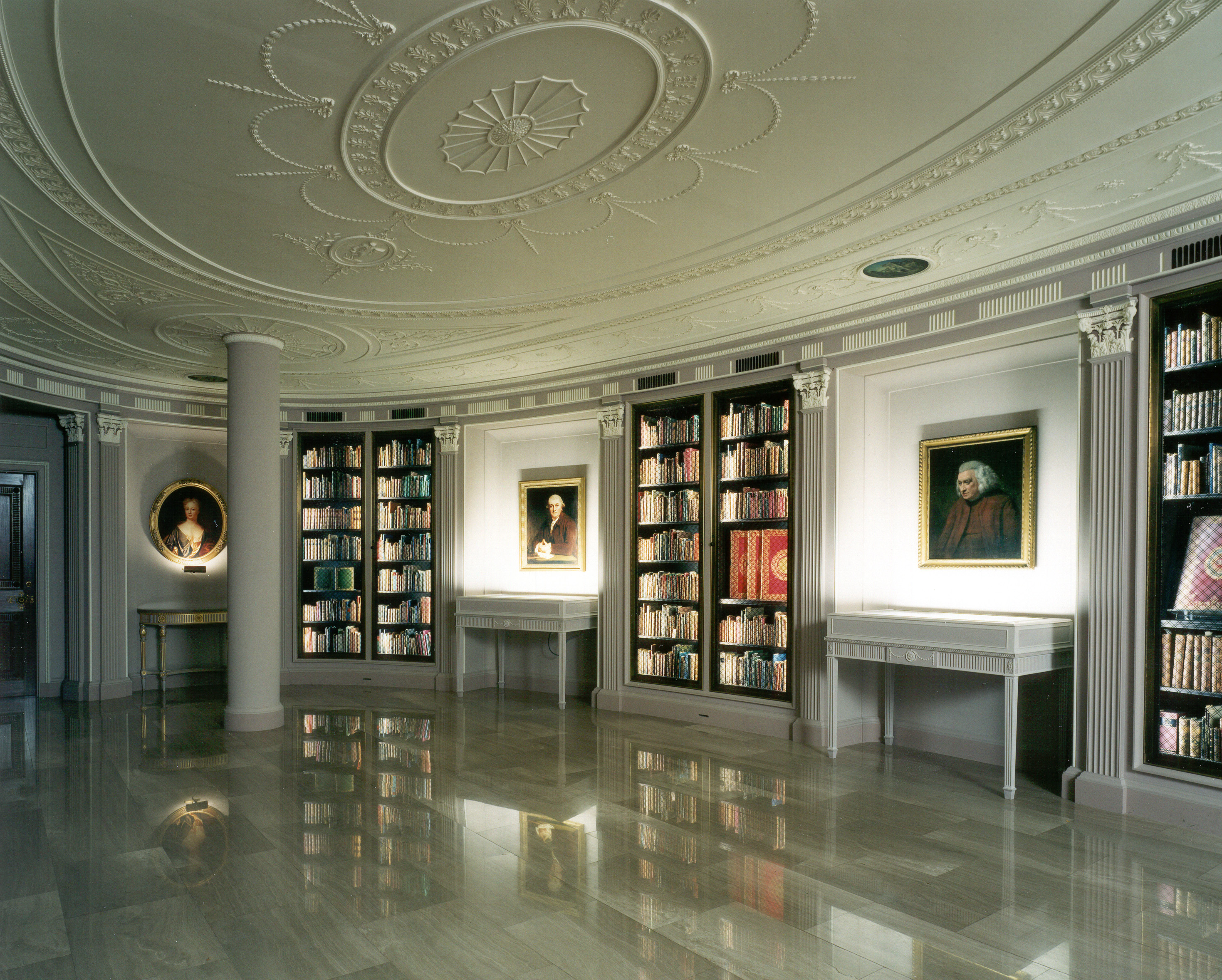
La salle Hyde de la bibliothèque Houghton de l'université Harvard, 2014

### La collection Samuel Johnson et James Boswell
En 1948, Donald et Mary Hyde acquièrent la collection "R.B. Adam Library Relating to Dr. Samuel Johnson and His Era" de manuscrits de Samuel Johnson : il s'agit de la plus grande collection Johnson du monde, constituée sur deux générations par la famille Adam de Buffalo et déposée en 1935 à l'université de Rochester par leur fils Robert Brewster Adam, mort en 1940. Ils deviennent ainsi les propriétaires de la moitié de ses 1000 lettres encore existantes, jusqu'à atteindre le nombre de 800,. Ils possèdent entre autres le livre d'or de Boswell de sa maison à Auchinleck en Écosse, les journaux de Johnson des années 1765 à 1784 environ et le journal privé d'Hester Thrale, la grande amie et bienfaitrice de Johnson.  
Mary Hyde achète les œuvres du faussaire du xviiie siècle William Henry Ireland, dont le soi-disant manuscrit du Roi Lear que Boswell avait respectueusement embrassé et le soi-disant « livre de compagnie » de Boswell, ainsi que le manuscrit de ses invités en tant que Laird d'Auchinleck de Ralph Isham.   

### La collection Oscar Wilde
Le couple fait l'acquisition des lettres d'Oscar Wilde à Reginald Turner et entame ainsi une collection liée à Oscar Wilde. En 1962, il achète la collection Wilde de H. Montgomery Hyde,, puis des pièces provenant des bibliothèques de Mortimer Loeb Schiff et de Lord Alfred Douglas, des acquisitions du bibliographe de Wilde Christopher Millard alias Stuart Mason, de son exécuteur testamentaire littéraire et ami Robert Ross et de son fils Vyvyan Holland, entre autres,.  
Leur collection se place en deuxième position par importance après celle de la bibliothèque William Andrews Clark de Los Angeles, puis de l'université de Californie. Elle contient plus de 2000 articles, plus de 1500 pièces imprimées — dont des traductions dans des langues variées, des éditions non autorisées, des brochures imprimées à titre privées, des contributions périodiques, des manuscrits, des lettres. Mary Hyde devenue Mary Eccles prête ses pièces pour l’exposition du centenaire de la British Library Oscar Wilde: a life in six acts du 10 novembre 2000 au 4 février 2001.  
La Lady Eccles Oscar Wilde Collection fait aujourd'hui l'objet d'une mission doctorale proposée par la British Library, consistant à documenter l’histoire et la provenance des manuscrits collectés par Lady Eccles, proposer des descriptions de catalogue pour huit dossiers de correspondance non catalogués et à aider à évaluer les besoins de conservation de la collection au sein de l'équipe des Archives et manuscrits modernes (1600-1950), département des Collections du patrimoine occidental.  

## Publications et éditions
En 1958, Mary Hyde édite avec son premier mari et E.J. McAdam Jr. le premier volume de l'édition Yale des œuvres de Samuel Johnson : Diaries, Prayers and Annals. 
En 1972, Mary Hyde publie The Impossible Friendship, une étude sur la relation d'Hester Thrale et de James Boswell. En 1976, elle publie The Thrales of Streatham Park au sujet d'Hester Thrale et de sa famille.    
En 1982, elle édite Bernard Shaw and Alfred Douglas: A Correspondence. En 1993, le marquis de Lansdowne décide de vendre les lettres héritées de Johnson à Hester Maria Thrale. En 1992 et 1994, les éditions Princeton University Press et Oxford University Press publient une nouvelle édition en cinq volumes par Bruce Redford des lettres de Samuel Johnson par Mary Eccles, connue comme la Hyde Edition.  

## Dernières années, second mariage
Son mari meurt subitement en 1966. En septembre 1983, à l'occasion de la fête d'anniversaire pour ses 80 ans, David Eccles, 1er vicomte Eccles, veuf depuis 1977, annonce ses fiançailles avec Mary Hyde. Le mariage a lieu le 26 septembre 1984 et Mary Hyde devient ainsi la très honorable vicomtesse Eccles. Son second mari est un ancien ministre de l'éducation conservateur ainsi qu'un collectionneur reconnu. Pendant 15 ans, ils traversent régulièrement l'Atlantique, passent leurs étés à Londres ou dans la maison de campagne d'Eccles à Chute Farm, et les hivers à Four Oaks Farm. 
Comme son mari avait été trésorier général responsable des arts de 1970 en 1973, Mary Eccles est amenée à se positionner sur le sujet de l'avenir de la British Library, dont il avait également été président du conseil d'administration de 1973 à 1978. Le nouveau bâtiment sur Euston Road, au nord de Londres, ouvre en 1998 et abrite aujourd'hui le Centre David et Mary Eccles pour les études américaines que le couple avait fondé en 1992. Mary Eccles se charge seule de restaurer l'Auchinleck de Boswell dans l'Ayrshire, alors en ruine, et parvient à en faire une habitation habitable sous le patronat de Landmark Trust.
David Eccles meurt le 24 février 1999. À compter de cette date, c'est Gabriel Austin, éditeur du livre commémoratif Four Oaks Library publié en 1967, qui veille sur elle.
Lady Eccles fait don de sa collection Oscar Wilde en 2003 à la British Library pour constituer la collection Lady Eccles Oscar Wilde, complétant les fonds déjà existants de la bibliothèque. La collection relative à Samuel Johnson et à son entourage est quant à elle léguée à la bibliothèque Houghton de l'université Harvard. Elle meurt à Four Oaks Farm le 26 août 2003 à l'âge de 91 ans, en pleine rédaction d'un livre. Elle est inhumée le 15 septembre au cimetière rural de New Bedford.

## Reconnaissance
En 1966, Richard Ellmann écrit dans son introduction à l'exposition Wilde and the Nineties à la bibliothèque de l'université de Princeton :  
« Donald et Mary Hyde ont assemblé leurs collections avec le soin des érudits et les ont partagées avec une générosité qui a ennobli le mot "privé" »,.  
Lady Eccles est membre honoraire du Pembroke College, le collège de Samuel Johnson à Oxford, et du Winchester College. En 1978, elle est élue membre de l'American Philosophical Society. Elle a également été nommée Benjamin Franklin Fellow de la Royal Society of Arts. Elle est la première femme élue au sein de l'association anglaise de bibliophiles Roxburghe Club, où elle rejoint son second mari et dont elle est membre de 1985 à sa mort, grâce à la présentation d'un fac-similé du Book of Company de Boswell édité par elle-même et Gordon Turnbull en 1995. Elle est également l'une des premières à rejoindre le groupe de bibliophiles new-yorkais Grolier Club, dont elle est vice-présidente de 1982 à 1992. En 2002, le Grolier Club publie Mary Hyde Eccles: A Miscellany Of Her Essays And Addresses, une compilation de ses écrits et discours édités par William Zachs.
Elle reçoit des diplômes honorifiques d'universités américaines et britanniques, dont l'université Brown, l'université de Birmingham en Angleterre, l'université du Massachusetts et l'Union College. En 2001, elle est reçue docteur honoris causa ès lettres de l'université du Massachusetts à Dartmouth. Elle est membre des comités de visite des bibliothèques de Harvard (où Arthur Houghton a un jour suggéré que leurs deux collections soient transférées) et de Princeton.

## Œuvre
- (en) Playwriting for Elizabethans, 1600-1605, New York, Columbia University Press, 1949, 274 p. (lire en ligne).
- (en) Mary Hyde, Donald Hyde et E.J. McAdam Jr, Samuel Johnson : Diaries, Prayers and Annals, Yale, 1958.
- (en) The Impossible Friendship: Boswell and Mrs. Thrale, Cambridge, Harvard University Press, 1972.
- (en) The Thrales of Streatham Park, Harvard University Press, 1977, 373 p.
- (en) Bernard Shaw and Alfred Douglas: A Correspondence, Londres, John Murray, 1982.
- (en) The Letters of Samuel Johnson, Vols. I-V, 1992-1994.
- (en) James Boswell's Book of Company at Auchinleck, 1782-1795, 1995.